# Pricken
Pricken är en amerikansk barnbok av Margret och H.A. Rey. Boken gavs ut 1945.

## Handling
Boken handlar om en kaninfamilj med nio kaninungar. Åtta av dem ser precis ut som alla andra i familjen, men den nionde har bruna prickar över hela kroppen och blå ögon.
En dag skulle familjen gå på födelsedagskalas hos morfar. Då fick Pricken stanna hemma på grund av de bruna prickarna. Morfar hade inte hört talas om något annat än vita kaniner i familjen. Medan de andra var på kalas hos morfar bestämmer sig Pricken för att ge sig iväg. Han skriver ett brev och lämnar det på bordet. Sedan ger han sig iväg ut i skogen.
Han hamnar under ett träd, sedan möter han Herr Brun. Herr Brun ser precis ut som Pricken, fast större, och i hans familj är det precis tvärtemot vad det är i Prickens familj.